# Micryletta subaraji
Micryletta subaraji — вид жаб родини карликових райок (Microhylidae). Описаний у 2022 році.

## Назва
Вид названо на честь Субараджа Раджатурая (1963—2019), піонера в галузі охорони природи в Сінгапурі.

## Поширення
Ендемік Сінгапуру. Поширений на болотах Кранджі та ймовірно в Центральному водозбірному природному заповіднику. Він також може траплятися в інших частинах острова, де є відповідне середовище існування.